# Pisinna angustata
Pisinna angustata is een slakkensoort uit de familie van de Anabathridae. De wetenschappelijke naam van de soort is voor het eerst geldig gepubliceerd in 1927 door Powell.